# Palm Beach County
Palm Beach County je okres (county) amerického státu Florida založený v roce 1909. Správním střediskem a zároveň největším městem je West Palm Beach. K roku 2015 zde žilo 1 422 789 obyvatel.

## Sousední okresy
| Růžice kompasu | Okeechobee County a Glades County | Martin County     |  | Růžice kompasu |
| Růžice kompasu | Hendry County                     | Sever             |  | Růžice kompasu |
| Růžice kompasu | Hendry County                     | Palm Beach County |  | Růžice kompasu |
| Růžice kompasu | Hendry County                     | Jih               |  | Růžice kompasu |
| Růžice kompasu | Broward County                    |                   |  | Růžice kompasu |